# Vestenskov Sogn
Vestenskov Sogn er et sogn i Lolland Vestre Provsti (Lolland-Falsters Stift).
I 1800-tallet var Vestenskov Sogn et selvstændigt pastorat. Det hørte til Lollands Sønder Herred i Maribo Amt. Vestenskov sognekommune blev ved kommunalreformen i 1970 indlemmet i Rudbjerg Kommune, der ved strukturreformen i 2007 indgik i Lolland Kommune.
I Vestenskov Sogn ligger Vestenskov Kirke.
I sognet findes følgende autoriserede stednavne:
- Barneholm (areal)
- Bartoftegård (ejerlav, landbrugsejendom)
- Bondeholm (areal)
- Brydebølle (bebyggelse, ejerlav)
- Fredsholm (ejerlav, landbrugsejendom)
- Fæland (bebyggelse)
- Halmtoftegård (landbrugsejendom)
- Havrevænge (bebyggelse)
- Hvidstensmark (bebyggelse)
- Katteballe (bebyggelse)
- Krange (bebyggelse)
- Kåreholm (areal)
- Lille Vejlø (areal, ejerlav)
- Læsø (bebyggelse, ejerlav)
- Næsby (bebyggelse, ejerlav)
- Næsby Strand (bebyggelse)
- Rårup (bebyggelse, ejerlav)
- Savnsø (bebyggelse, ejerlav)
- Savnsø Vig (areal, ejerlav)
- Savnsøgård (landbrugsejendom)
- Smalby (bebyggelse)
- Smedeholm (areal)
- Store Vejlø (areal, ejerlav)
- Svanekær (bebyggelse)
- Vestenskov (bebyggelse, ejerlav)
- Vester Skovby (bebyggelse, ejerlav)